# رودخانه کواندو
رودخانه کواندو رودی است به زامبزی می‌ریزد. این رود از کشورهای آنگولا، بوتسوانا، نامیبیا، و زامبیا می‌گذرد. طول آن ۷۳۱ کیلومتر (۴۵۴ مایل) است.

## نگارخانه

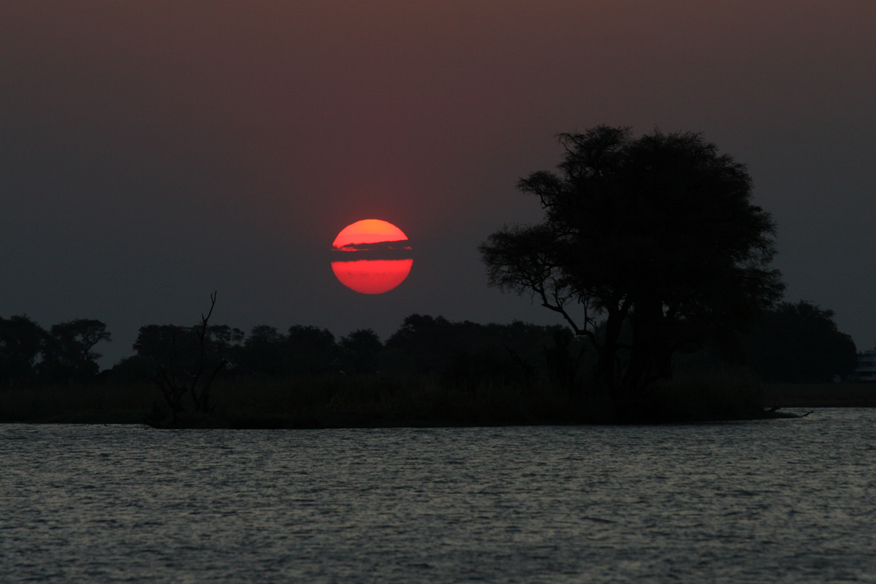
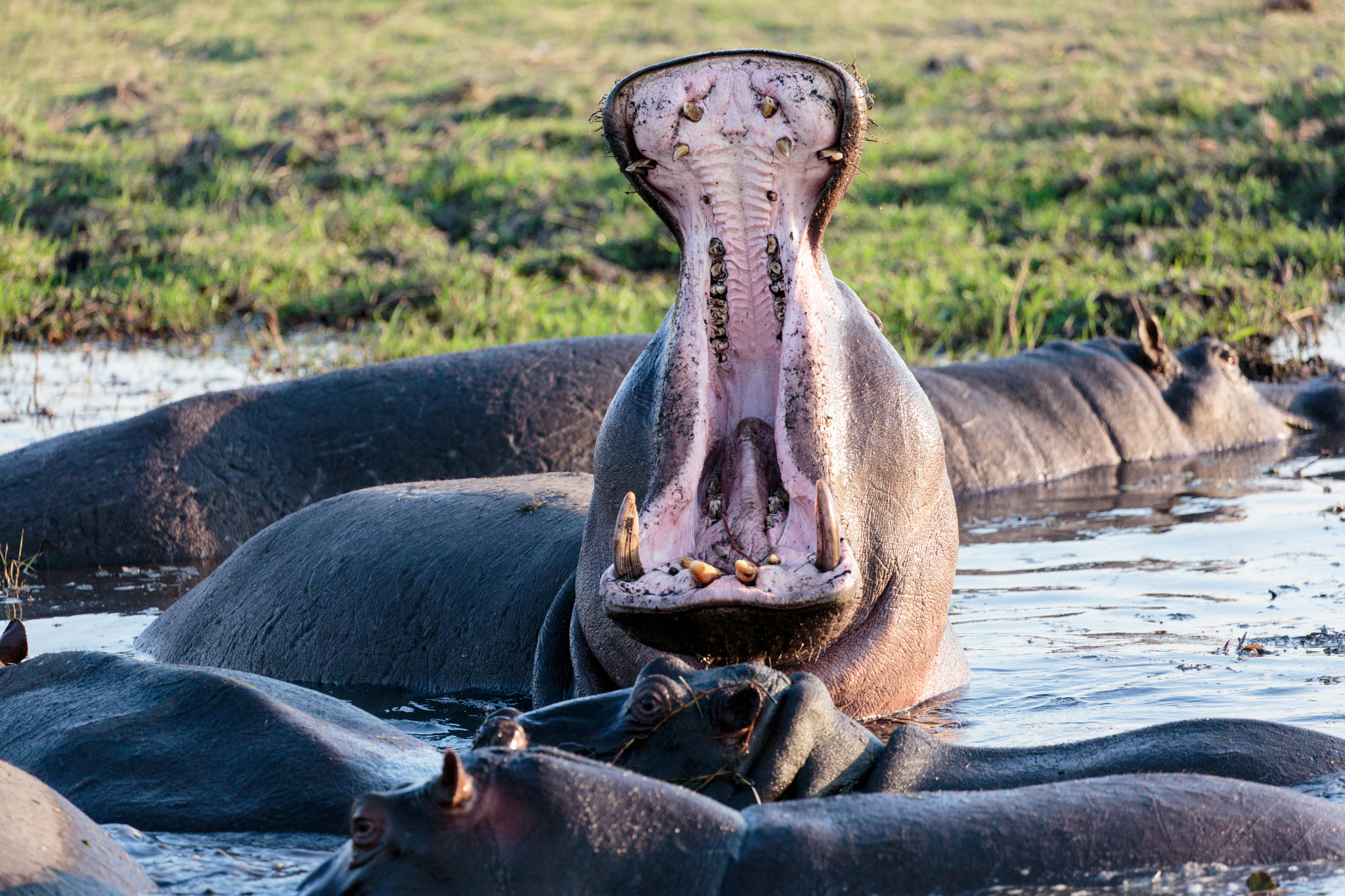
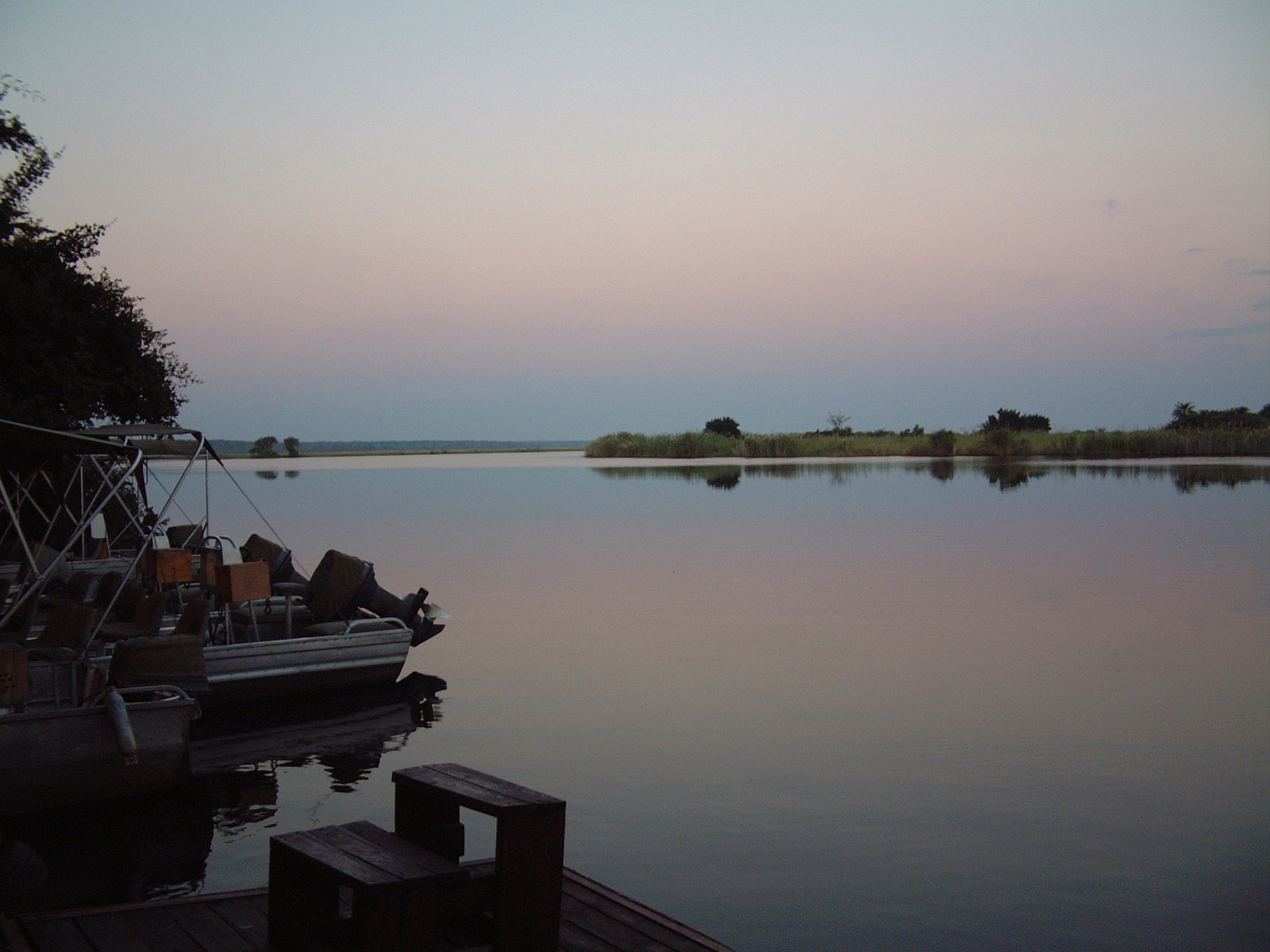
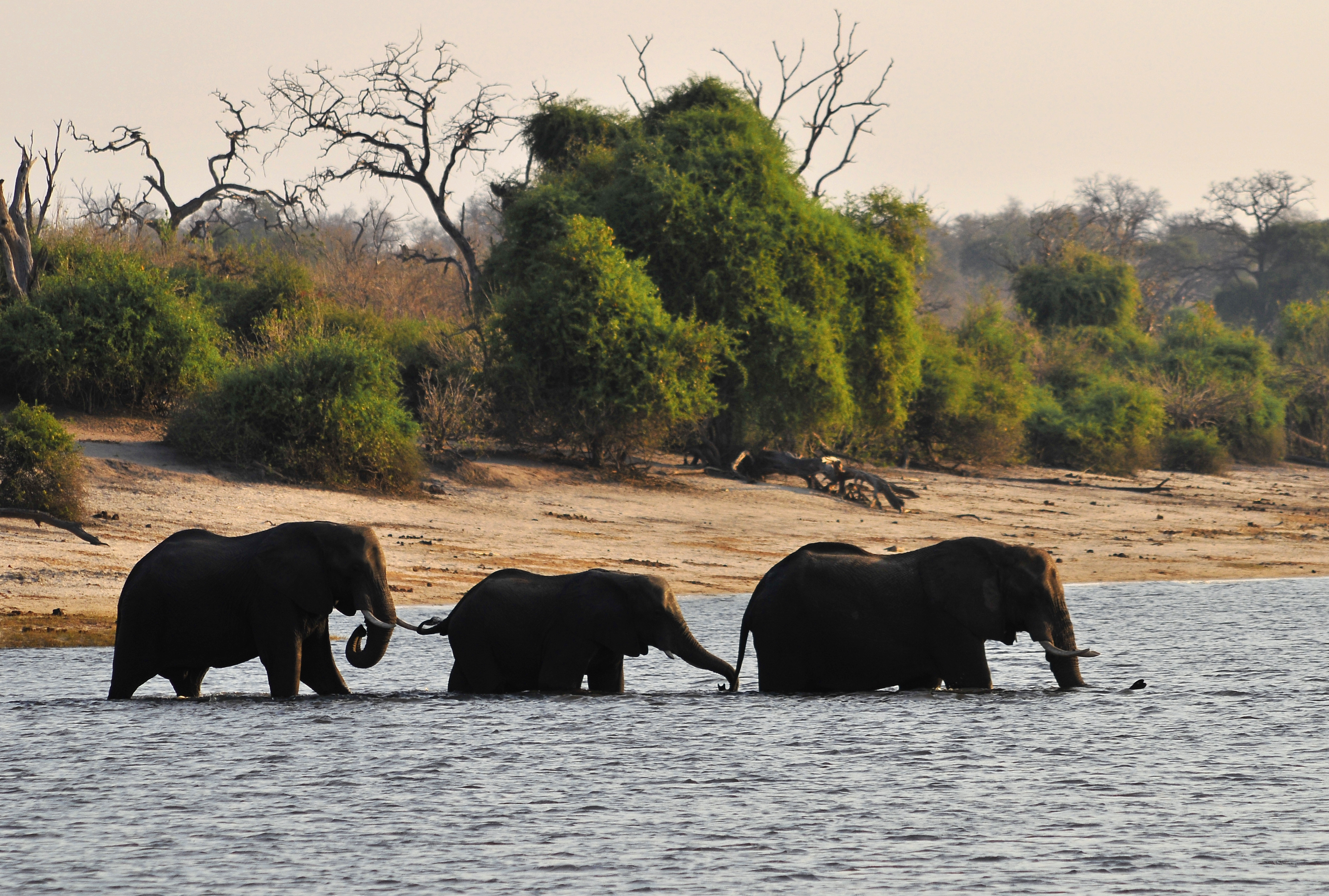
Chobe N.P. 09
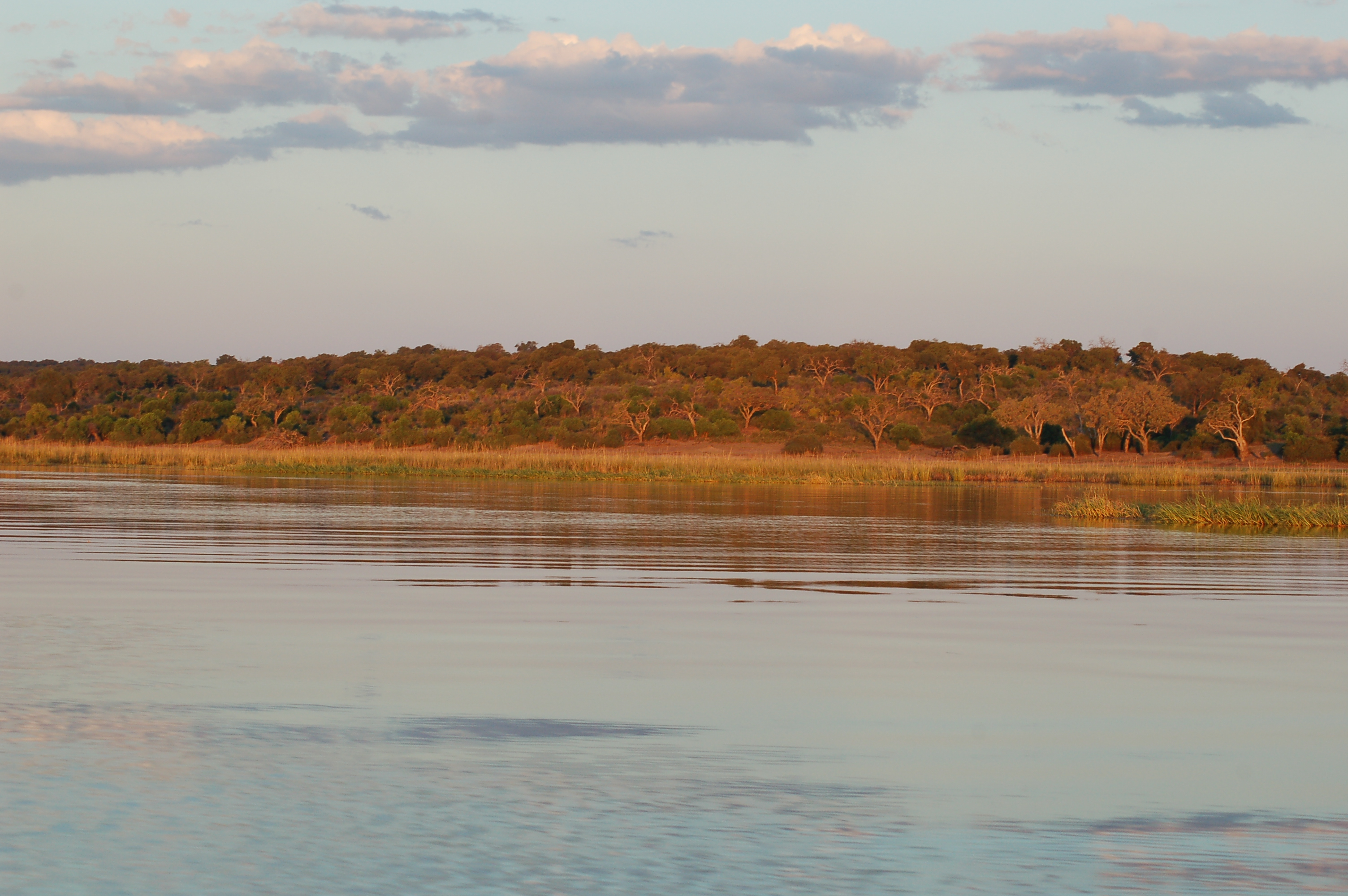
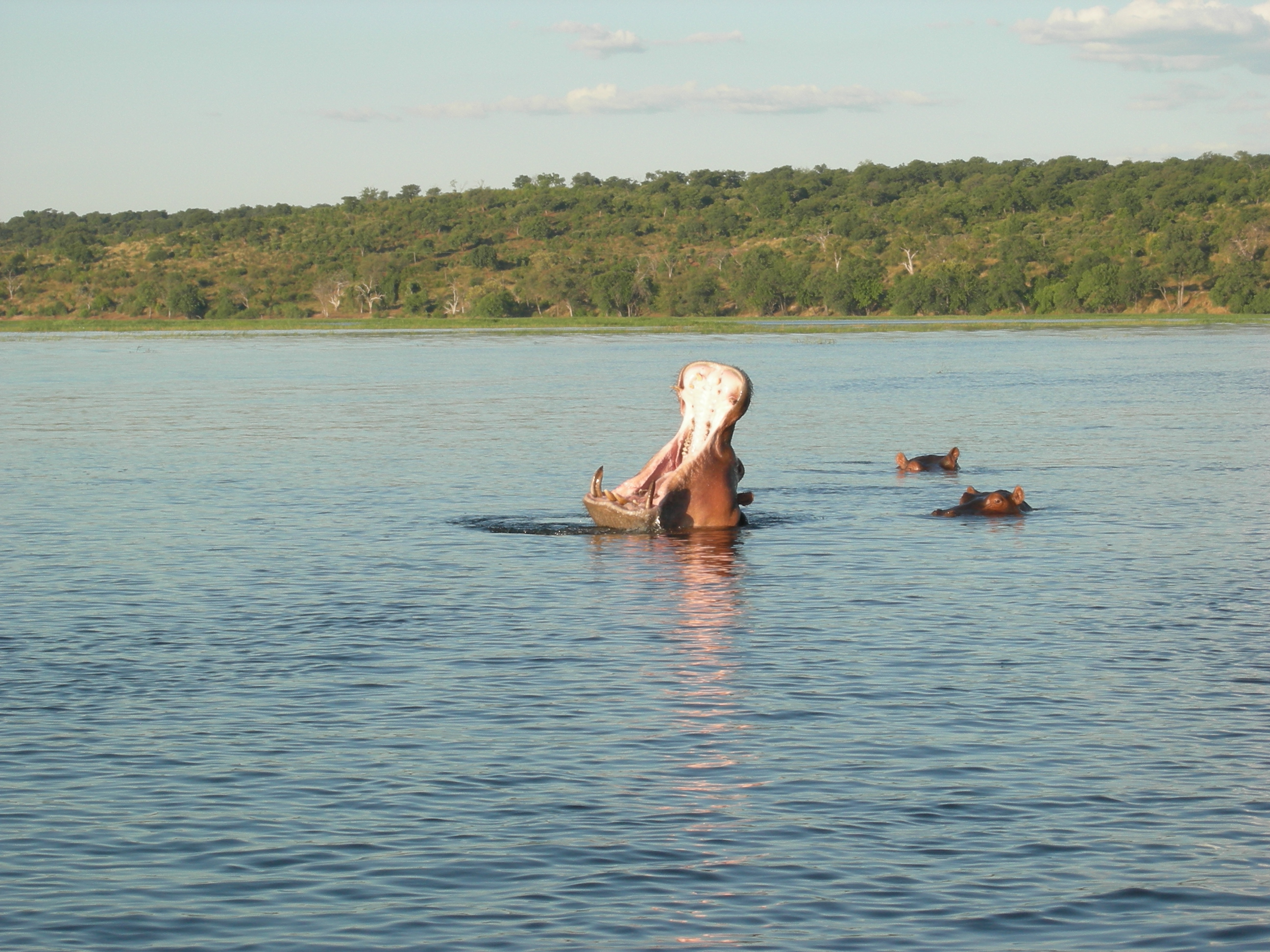
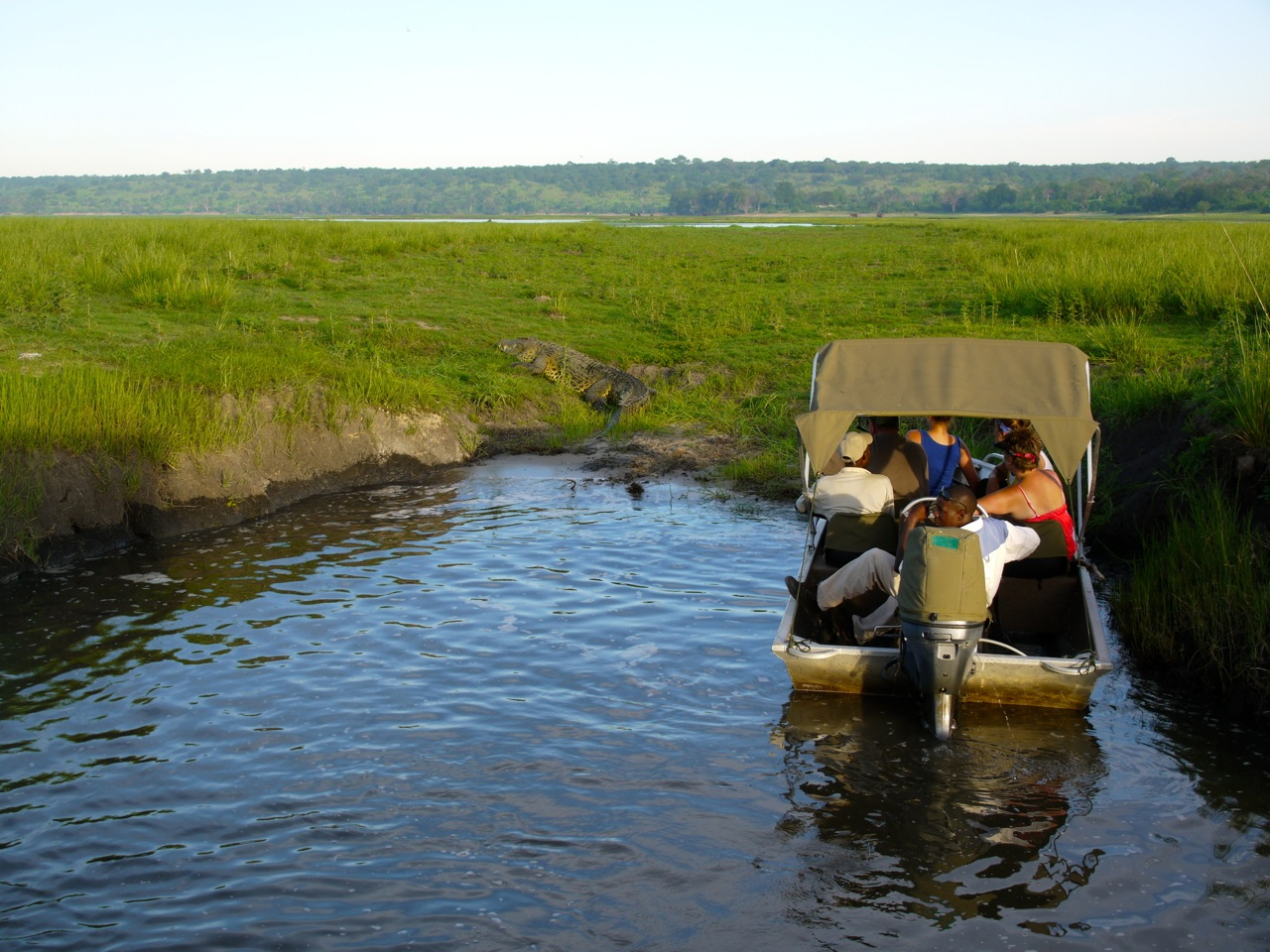
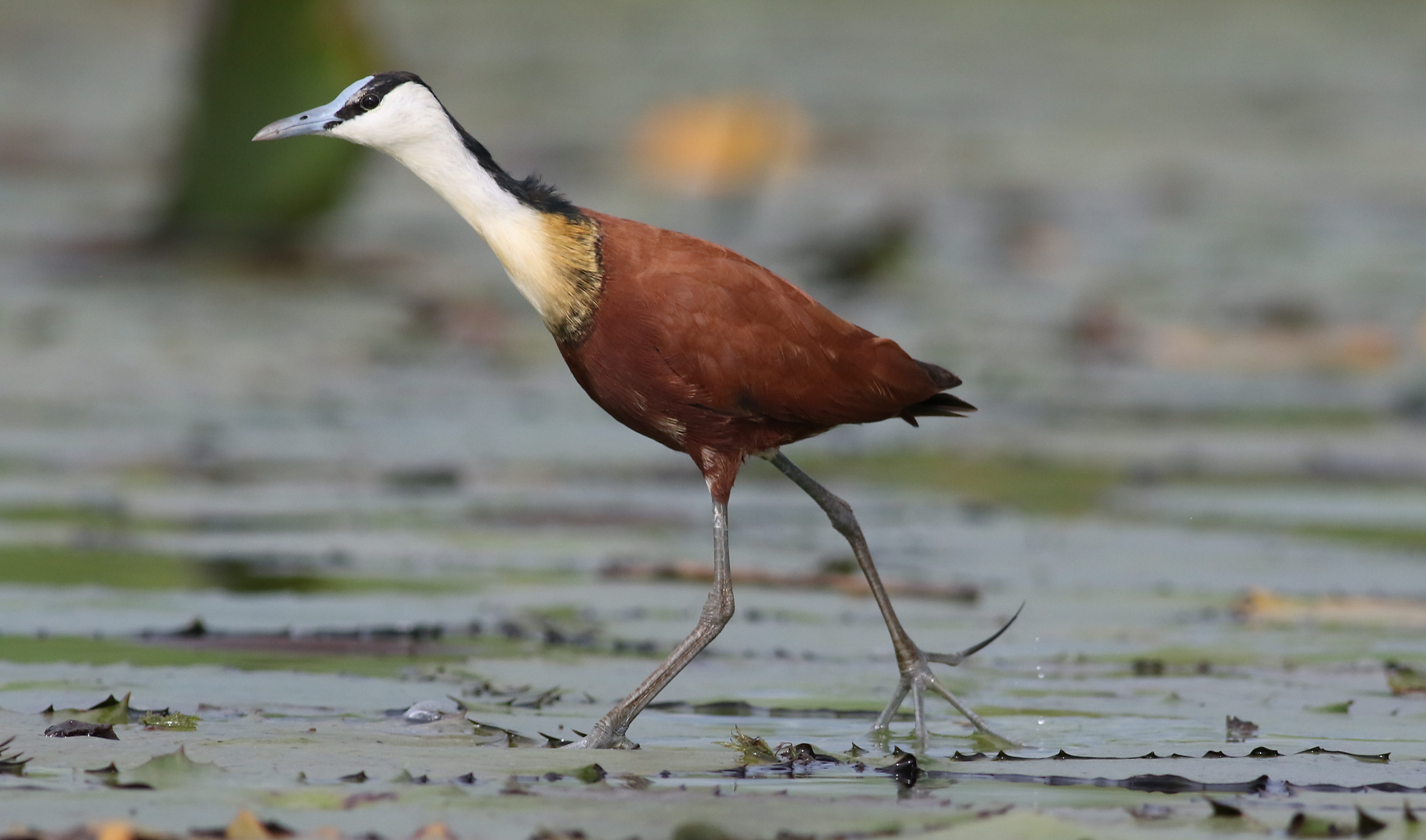
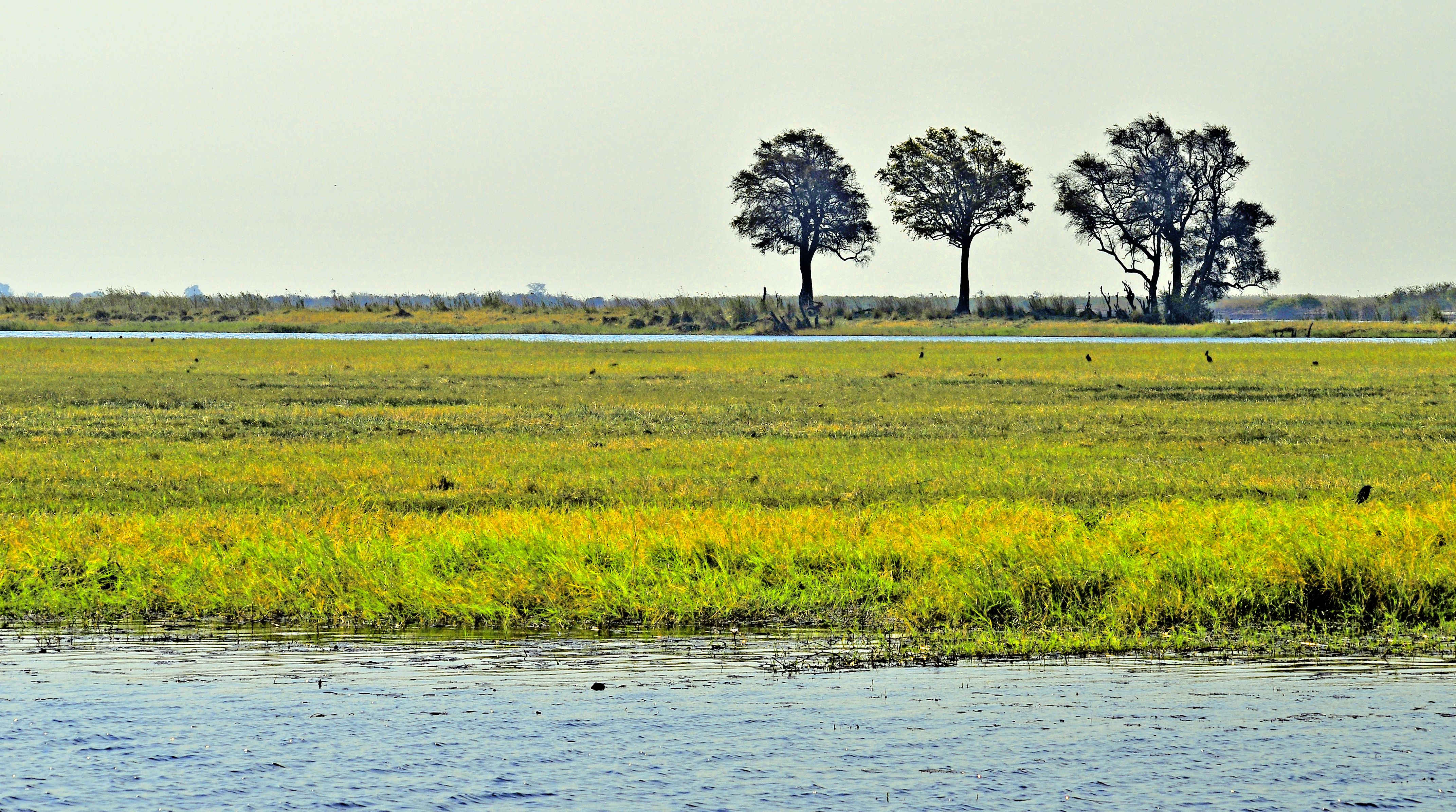